# Vila urbană a lui Moisei Kligman
Vila urbană a lui Moisei Kligman este un monument istoric și de arhitectură de însemnătate națională din orașul Chișinău. Este una din puținele case construite în stil neoclasic care s-au păstrat în oraș. În prezent este în gestiunea Muzeului Național de Artă al Moldovei.

## Istoric
La mijlocul secolului al XIX-lea, în acest loc, la colțul cartierului, a fost ridicată o casă cu un singur etaj după un proiect model. Negustorul și avocatul Moisei Kligman a cumpărat în 1896 această casă, a demolat-o și a construit o altă casă în 1898. Arhitectul nu este cunoscut dar se presupune că a fost Mihail Cecheruli-Cuș.
În 1922, Chișinăul a fost vizitat de Ferdinand I și soția sa Maria. Potrivit unor surse ale vremii, aceștia au luat cina cu Kligman în casa sa.
În perioada postbelică, clădirea a fost unită prin intermediul unei galerii cu casa Herța de alături. Cele două clădiri găzduiau, până în 1989, galerii ale Muzeului Național de Artă al Moldovei.
În 2006, au fost demarate lucrări de restaurare în valoare de 11 milioane de lei, care nu au fost duse la bun sfârșit. În opinia lui Ion Ștefăniță, directorul de atunci al Agenției de Inspectare și Restaurare a Monumentelor, lucrările au deteriorat aspectul clădirii. În 2020, reprezentanți ai Ministerului Culturii au declarat că pentru 2021 au fost alocate 2 milioane de lei pentru restaurarea vilelor Kligman și Herța și că este planificată alocarea a 11 milioane pentru 2022. Directorul muzeului a estimat însă suma necesară la 45 de milioane de lei.

## Descriere

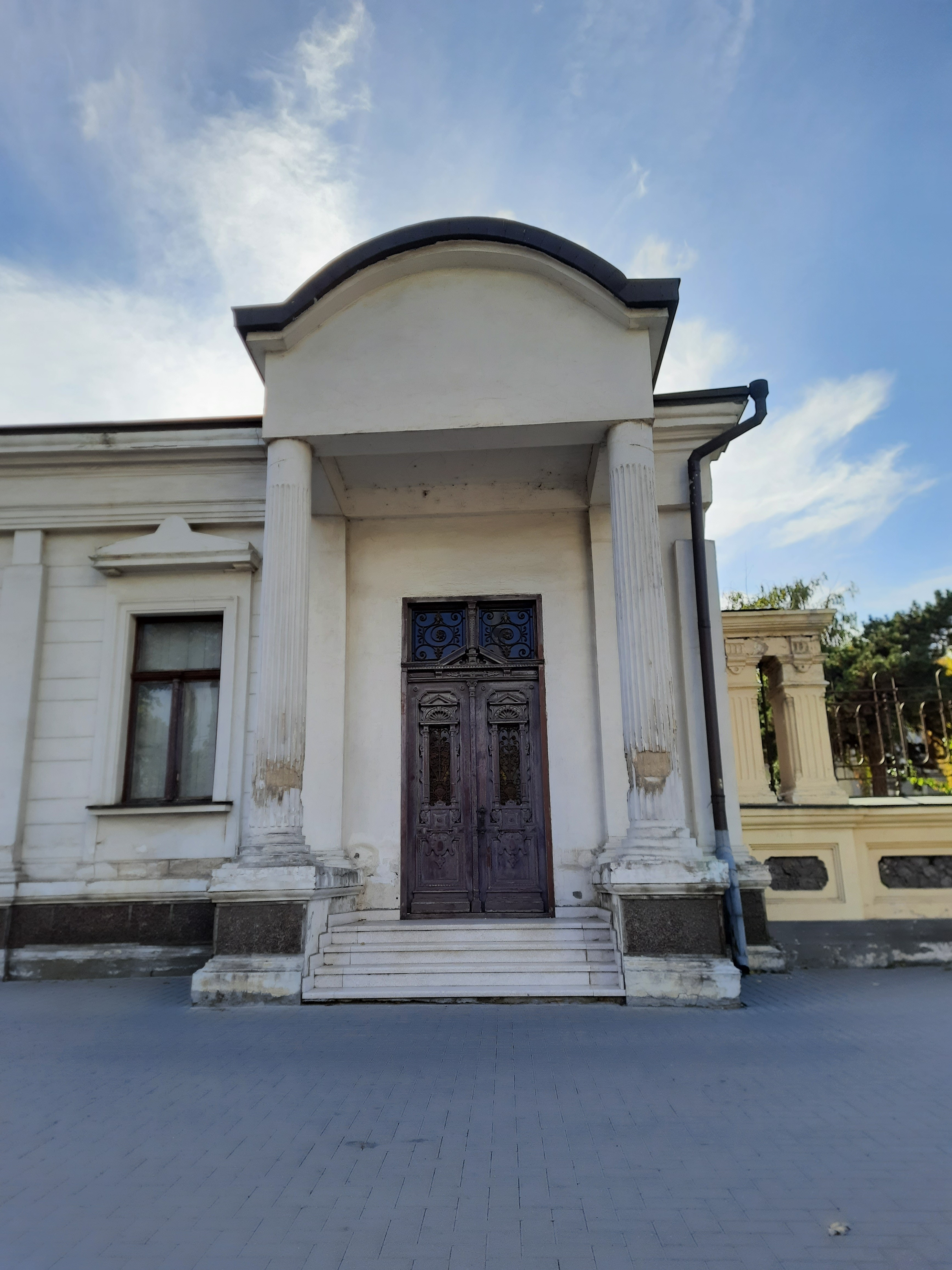
Intrarea principală

Clădirea are un singur etaj și este amplasată la colțul cartierului, la intersecția bulevardului Ștefan cel Mare și Sfânt cu strada Sfatul Țării. Compoziția fațadei este asimetrică, cu intrarea printr-un portic cu două coloane ale ordinului ionic, amplasată lateral spre dreapta. Între plinurile dintre ferestrele, dominate de cornișe cu reliefuri sculptate, sunt plasați pilaștri ai ordinului ionic, care susțin antablamentul fațadei. În curte (în spatele clădirii) există o anexă – o oranjerie.